# Округ Грин (Кентаки)
Грин (енгл. Green County) је округ у америчкој савезној држави Кентаки.

## Демографија
По попису из 2010. године број становника је 11.258, што је 260 (-2,3%) становника мање него 2000. године.
| Група             | 2000.          | 2010.          |
| Белци             | 11.004 (95,5%) | 10.691 (95,0%) |
| Афроамериканци    | 301 (2,6%)     | 224 (2,0%)     |
| Азијати           | 15 (0,1%)      | 17 (0,2%)      |
| Хиспаноамериканци | 109 (0,9%)     | 159 (1,4%)     |
| Укупно            | 11.518         | 11.258         |